# روزا الخفاجي
رسل روزا الخفاجي (مواليد 5 يوليو 2003) هي مهاجمة كرة قدم سويدية تلعب لفريق BK Häcken في Damallsvenskan السويدي.

## بداية حياتها
ولدت رُسل لوالدين أصلهما من العراق وعاد والدها إلى هناك بعد طلاق والديها.

## مسيرتها مع النادي
نشأت الخفاجي في أكلا وبدأت تلعب كرة القدم في Kallhälls FF عندما كانت في الثامنة من عمرها. بعد ذلك، لعبت كفاجي مع Bele Barkarby FF قبل أن تذهب إلى AIK قبل موسم 2015. ظهرت الخفاجي لأول مرة مع الفريق الأول في إليتان في عام 2019 وسجلت أربعة أهداف وثلاثة تمريرات حاسمة في سبع مباريات خلال الموسم. في موسم 2020، سجلت 12 هدفًا في 18 مباراة وساعدت AIK في الصعود إلى Damallsvenskan.

## مشاركتها الدولية
في فبراير 2021، تم اختيار رُسل للمنتخب السويدي للسيدات لأول مرة.
الفائزون
- إليتان : 2020

## روابط خارجية
- روزا الخفاجي  على سكروي

قالب:BK Häcken FF squad